# Joseph Justus Scaliger

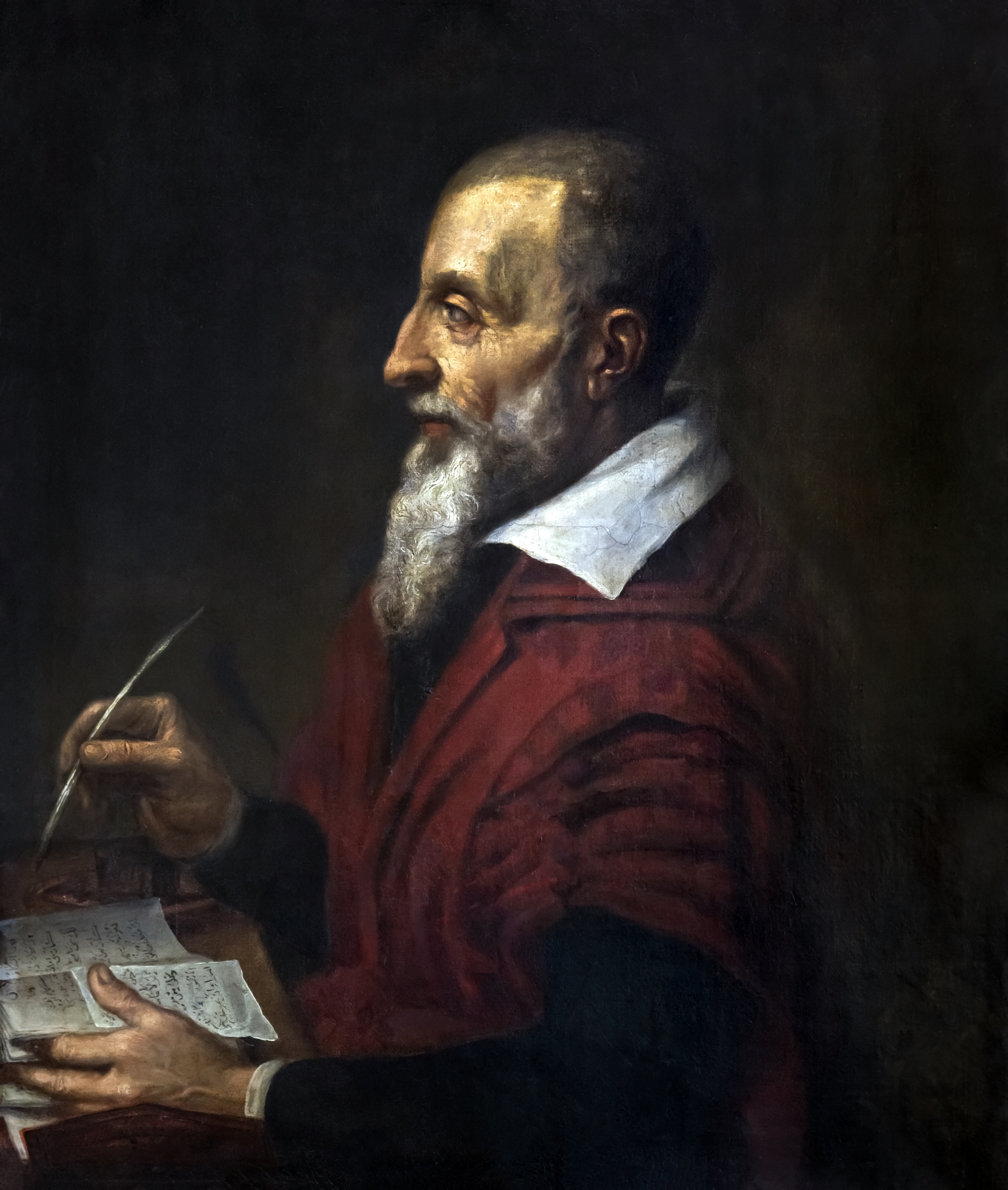
Joseph Justus Scaliger.

Joseph Justus Scaliger (Agen, 5 de agosto de 1540 - Leiden, 21 de enero de 1609) fue un erudito francés, conocido por la ampliación de la noción clásica de la historia griega y la historia antigua de Roma con la inclusión de la historia de Persia, Babilonia, judía y la historia antigua de Egipto dentro de la historia antigua como conjunto.

## Semblanza
Scaliger nació en Agen, hijo del erudito italiano Julius Caesar Scaliger (presunto descendiente de la familia La Escala) y Andiette de Lobejac Roques. Cuando tenía doce años, fue enviado con dos hermanos menores al Colegio de Guienne en Burdeos, que se encontraba entonces bajo la dirección de Jean Gelida. Un brote de la peste bubónica en 1555 obligó a los niños a regresar a sus hogares, y durante los siguientes años, Joseph fue compañero y amanuense de su padre. 
La composición de versos latinos fue el principal entretenimiento de su padre Julius en sus últimos años, y que dictaba a diario a su hijo entre ochenta y un centenar de líneas, y a veces incluso más. Joseph también era instruido cada día para escribir en latín o declamar, aunque en otros aspectos parece que fue dejado a su propia suerte. Aprendió de su padre a ser, no solo un erudito, sino también un agudo observador, crítico y analista de la historia.

### En la universidad
Después de la muerte de su padre estuvo cuatro años en la Universidad de París, donde comenzó el estudio del griego de la mano de Adrianus Turnebus. Pero después de dos meses se encontró que no estaba en condiciones de aprovechar más las lecciones del mayor estudioso griego de la época. Así se dispuso como autodidacta y leyó a Homero en veintiún días, y luego pasó por todos los demás poetas, oradores e historiadores griegos, formando una gramática para sí mismo conforme avanzó en sus conocimientos. Del griego, y por sugerencia de Guillaume Postel, comenzó a estudiar hebreo, y luego árabe. 
Su más importante maestro fue Jean Dorat. Este fue capaz, no solo de impartirle sus conocimientos, sino también de encender su entusiasmo. En 1563, Dorat le recomendó a Louis de Chastaigner, el joven señor de La Roche Pozay, como compañero en sus viajes. Una estrecha amistad surgió entre los dos, que permaneció intacta hasta la muerte de Louis en 1595.

### Viajes
Hicieron su primer viaje a Roma, donde se encontraron con Muretus, que, en Burdeos y Toulouse, había sido un gran amigo y ocasional visitante de Julius Caesar Scaliger. Muretus pronto reconoció la inteligencia de Scaliger, y lo presentó a muchos ilustres y notables ciudadanos que, a su juicio, merecía la pena conocer. 
Después de visitar una gran parte de Italia, los jóvenes se trasladaron a Inglaterra y Escocia. Scaliger se formó una opinión desfavorable de los ingleses. Su disposición e inhóspito trato de los extranjeros causó una impresión negativa sobre él. También le decepcionó los pocos manuscritos griegos que encontró y los pocos eruditos conocedores de los mismos. No fue hasta mucho más tarde, cuando se convirtió en íntimo de Richard Thomson y otros británicos, cuando comenzó a apreciarlos. En el curso de sus viajes se había convertido en protestante.
De regreso en Francia, en 1570, aceptó la invitación de Jacques Cujas y marchó a Valence (Drôme) a estudiar jurisprudencia. Aquí permaneció tres años, beneficiándose, no solo por las clases, sino aún más de la biblioteca de Cujas, con siete u ocho habitaciones y más de quinientos manuscritos. 
La masacre de San Bartolomé -que ocurrió cuando estaba a punto de acompañar al obispo de Valence en una embajada a Polonia- hizo huir a Scaliger, junto con otros hugonotes, a Ginebra, donde fue nombrado profesor en la academia. Fue profesor del Organon de Aristóteles y el De Finibus de Cicerón con gran satisfacción de los estudiantes. Sin embargo, detestaba la docencia, y se aburría con las impertinencias de los predicadores fanáticos, y en 1574 regresó a Francia.
De su vida durante este período se sabe que constantemente se desplazaba con su amigo y compañero Chastaigner a través de Poitou y Limousin, según las exigencias que la guerra civil requería.

### Obras
Fue durante este período de su vida que compuso y publicó sus libros de crítica histórica. Sus ediciones de la Catalecta (1575), de Festus (1575), de Catulo, Tibulo y Propercio (1577), son obra de un hombre decidido a descubrir el verdadero significado y la fuerza de su autor. Fue el primero en establecer y aplicar normas para la buena crítica, y para cambiar la crítica textual de una serie de conjeturas al azar en un "racional procedimiento sujeto a leyes fijas" (Mark Pattison). 
Sin embargo, estas obras mostraban apenas la gran erudición de Scaliger, mientras se reservaba para su edición de Manilio (1579), y su De temporum (1583), para revolucionar las ideas de la historia antigua, para demostrar que ésta no se limitaba a la de los griegos y los romanos, sino que también comprende la de los persas, los babilonios y los egipcios, hasta ese momento descuidadas, y que los judíos, hasta entonces tratados en una historia aparte, debían todos integrarse. Fue esta innovación la que distingue a Scalinger de los estudios históricos de sus contemporáneos. Ni ellos ni los que inmediatamente después les siguieron apreciaron su innovación.
Su comentario sobre Manilius es en realidad un tratado sobre astronomía antigua, donde investiga Scaliger antiguos sistemas de determinación de épocas, calendarios y cálculos de tiempo. Aplicando los trabajos de Nicolás Copérnico y otros científicos modernos, revela los principios que se encontraban detrás de estos sistemas. 
En el resto de sus veinticuatro años de vida, amplió su trabajo en De emendatione. Trabajó en la reconstrucción de la perdida Crónica de Eusebio de Cesarea, uno de los más valiosos documentos antiguos, especialmente significativo para la cronología antigua. Este trabajo fue impreso en 1606 en su Thesaurus temporum, en el que se recogerá, restaurada, y cronológicamente organizada, cada reliquia existente en griego o latín.

### Profesor en Leiden
Cuando en 1590 Justus Lipsius se jubiló en la Universidad de Leiden, la Universidad y sus protectores, los Estados Generales de los Países Bajos y el príncipe de Orange, decidieron nombrar como su sucesor a Scaliger. Sin embargo, declinó la oferta; odiaba la enseñanza. No obstante, la invitación fue renovada en la forma más halagadora posible un año más tarde, indicándole además que no sería necesario que diera clases, y que la universidad solo deseaba su presencia, mientras que él podría disponer de su propio tiempo en todos los aspectos. Esta oferta sí que la aceptó Scaliger. Se estableció en los Países Bajos en 1593, donde pasaría el resto de su vida, sin regresar más a Francia. Su recepción en Leiden fue todo lo que podía haber deseado. Por otro lado, Leiden está a mitad de camino entre La Haya y Ámsterdam, y Scaliger podía disfrutar, además del círculo de intereses de Leiden, de las ventajas de la mejor sociedad de ambas capitales.
Durante los primeros siete años de su residencia en Leiden, su reputación estaba en su punto más alto. Hizo grandes amigos y se disputaban sus intervenciones. Una palabra suya podía permitir el éxito de cualquiera o su fracaso. Así, al mismo tiempo, Scaliger cosechó también numerosos enemigos. Detestaba la ignorancia, pero aún más un aprendizaje mediocre. Era intolerante para aquellos que alegaban haber cometido errores y de los que apenas sustentaban correctamennte las teorías y trabajos. Muchos eran, por ello, objeto de burla y sarcasmo por su parte, lo que pronto llegó a los oídos de los afectados, amén que su pluma no era menos amarga que su lengua. 
Scaliger era consciente de su poder, pero no siempre fue suficientemente prudente, y la confianza en su propia memoria y conocimiento le llevó a cometer graves errores de los que no era capaz de enmendarse.

### Conflicto con los jesuitas

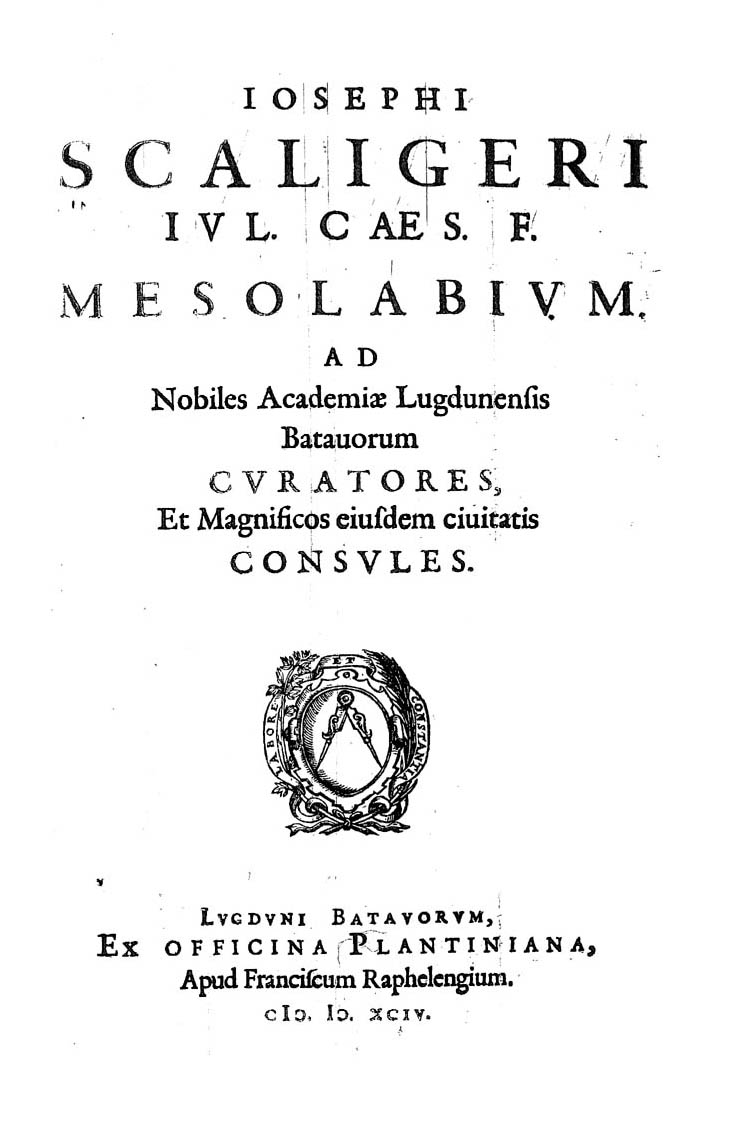
Mesolabium, 1594

Pero sus enemigos no se limitaban a aquellos cuyos errores había expuesto y cuya hostilidad se había granjeado por la violencia de su lenguaje. Los resultados de su método de crítica histórica puso en peligro algunos conocimientos, con o sin razón científica para ello, que afectaban a las creencias religiosas católicas. Además, Muretus en la última parte de su vida siguió la más estricta ortodoxia, Lipsius se había reconciliado con la Iglesia de Roma, pero Scaliger se mantenía como un protestante irreconciliable con el catolicismo y cada vez estuvo más aislado.
Después de ineficaces ataques por parte de los jesuitas, en 1607 un nuevo y más exitoso intento se hizo fuerte. El punto débil de Scaliger era su orgullo. En 1594 había publicado su Epístola de vetustate et splendore gentis Scaligerae et JC Scaligeri vita, sobre sus orígenes pincipescos. En 1601 Gaspar Scioppius, al servicio de los jesuitas, publicó su Scaliger hypototimaeus, volumen de más de cuatrocientas páginas, escrito con consumada habilidad en un admirable e incisivo estilo, con todo el desprecio y un logrado sarcasmo de Scioppius contra Scaliger, su familia y su vida.
Cada escándalo que podía ser rastrillado con respecto a Scaliger o sobre su familia se encuentra allí. Pero el principal argumento del libro era demostrar la falsedad de sus pretensiones de ser de la noble familia La Scala, príncipes de Verona.
Scaliger inmediatamente escribió una respuesta a Scioppius, titulada Confutatio fabulae Burdonum. Escrita con inusitada moderación y buen gusto pero, tal vez por esa misma razón, no había en el texto el tono agresivo que deseaba su autor e incluso se esperaba, lo que en ese momento le hizo perder fuerza. En opinión de Pattison, "como refutación de Scioppius es completa". Scaliger pone de manifiesto que Scioppius ha cometido más errores que ha corregido, y que su libro son calumnias sin fundamento porque no logra aportar una sola prueba, o bien de que la ascendencia de su padre con la familia La Scala es falsa, o de cualquier acontecimiento que así lo muestre. Sin embargo, no logra refutar un punto central aportado por Scioppius: que William, el último príncipe de Verona, no tenía un hijo Nicholas, quien habría sido el presunto abuelo de Julius. 
Con razón o sin ella, el ataque de los jesuitas a través de la obra de Scioppius fue un éxito, mucho más de lo que se podría esperar. Amargado, cinco meses después Scaliger murió en los brazos de su hijo Heinsius. En su testamento legó sus manuscritos y libros a la Biblioteca de la Universidad de Leiden.

## Eponimia
- El cráter lunar Scaliger lleva este nombre en su memoria.[2]